# Bolyphantes subtiliseta
Bolyphantes subtiliseta es una especie de araña araneomorfa del género Bolyphantes, familia Linyphiidae. Fue descrita científicamente por Tanasevitch en 2019.
Se distribuye por Francia. Esta especie se ha registrado a altitudes de 1500-1700 m s. n. m.